# Vjosa
La Vjosa (en albanais : Vjosë / Vjosa), appelée en Grèce l’Aóos (grec moderne : Αώος, du grec ancien : Ἀῷος, en latin : Aous), est un fleuve du nord-ouest de la Grèce et du sud-ouest de l'Albanie, qui a son embouchure en mer Adriatique.

## Géographie
Son cours est de 272 km, dont 80 km en Grèce.
Elle prend sa source dans le Pinde en Épire, près du village de Vovoúsa, et coule à travers le parc national de Vikos-Aoos dans des gorges profondes. Elle arrose ensuite Kónitsa, Përmet, Këlcyrë, Tepelenë, Memaliaj, Selenicë et Novoselë (en) et se jette dans l'Adriatique au nord-ouest de Vlorë.
Son cours fut modifié par un tremblement de terre au IVe siècle, ce qui provoqua le déclin d'Apollonie d'Illyrie.
Cette rivière est aussi appelée Voiussa ou Vojussa en italien.

### Carte

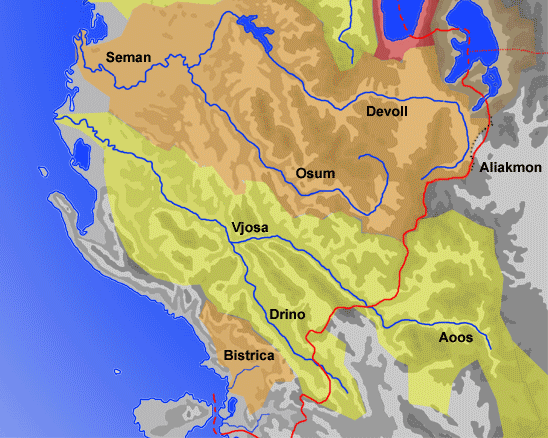
L’aire en jaune représente le bassin versant de la Vjosa et de son principal affluent, le Drino ; la ligne rouge symbolise la frontière entre l’Albanie et la Grèce.

### Bassin versant
Son bassin versant est de 6 706 km2[réf. nécessaire].

## Affluents
Son affluent principal est le Drino (rg) 84 km, 1 324 km2 avec un débit de 41,6 m3/s.

## Hydrologie
Son module est de 204 m3/s[réf. nécessaire].

## Aménagements et écologie
Des projets de barrage menaceraient le caractère encore sauvage du fleuve et sont combattus par des résidents, des écologistes et des célébrités,.  Olsi Nika, 39 ans, à la tête de l’ONG EcoAlbania et Besjana Guri ont reçu le 21 avril à San Francisco le prix Goldman, surnommé le « Nobel de l’environnement »  attribué à des défenseurs de l'environnement.
Le 15 mars 2023, la partie albanaise du fleuve est protégée au titre de la catégorie II de l'Union internationale pour la conservation de la nature, à la suite d'un accord entre le gouvernement albanais et l'entreprise Patagonia : c’est le parc national de la Vjosa, notamment menacé par des extraction de graviers et de pétrole, des décharges illégales, et un détournement massif de l’eau du principal affluent, afin d'alimenter le développement d'un tourisme littoral de masse. En 2025, des habitants de la vallée de la Shushica bloquent le chantier et empêchent la mise en tuyau de cet affluent de 80 km, partie intégrante du parc national. Un aéroport est aussi en construction dans le delta de la Vjosa.

## Galerie

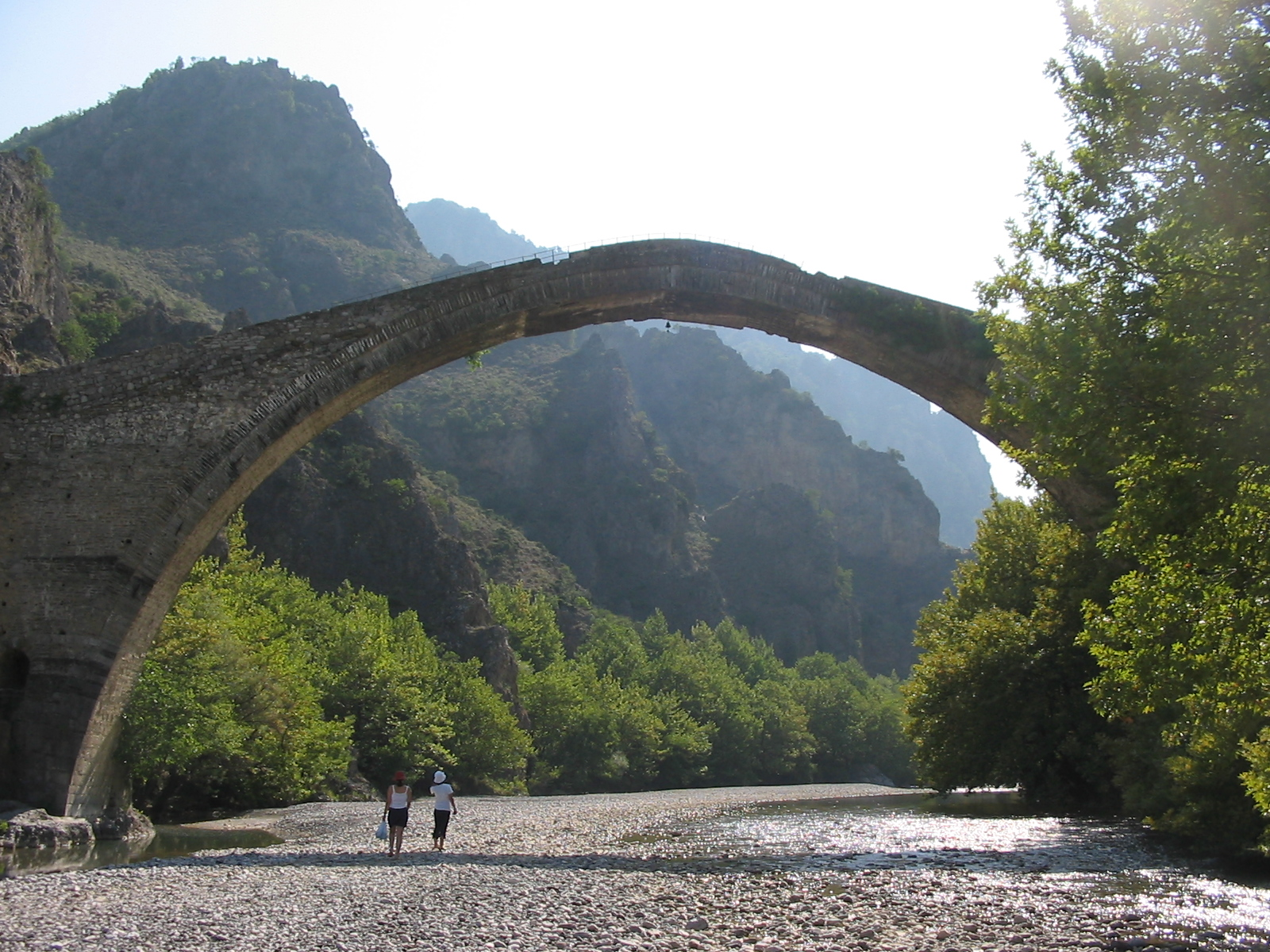
Vieux pont de Kónitsa
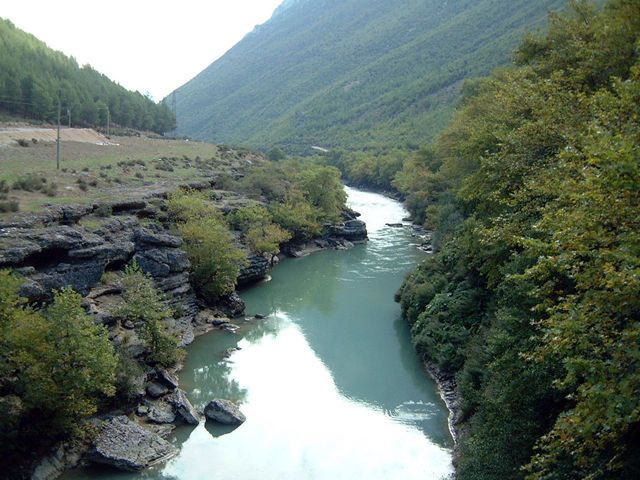
dans les gorges de Këlcyrë
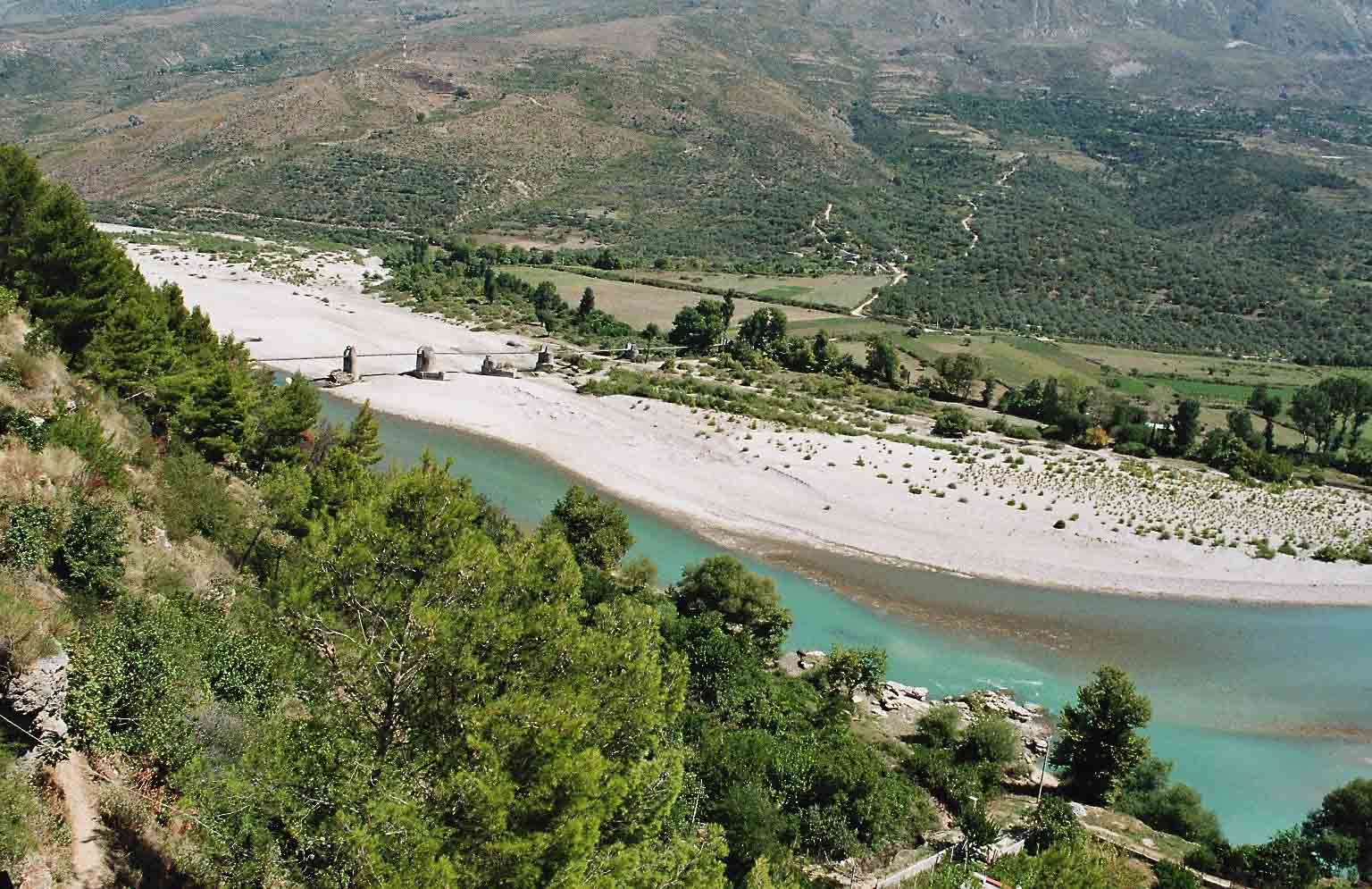
la Vjosa près de Tepelen
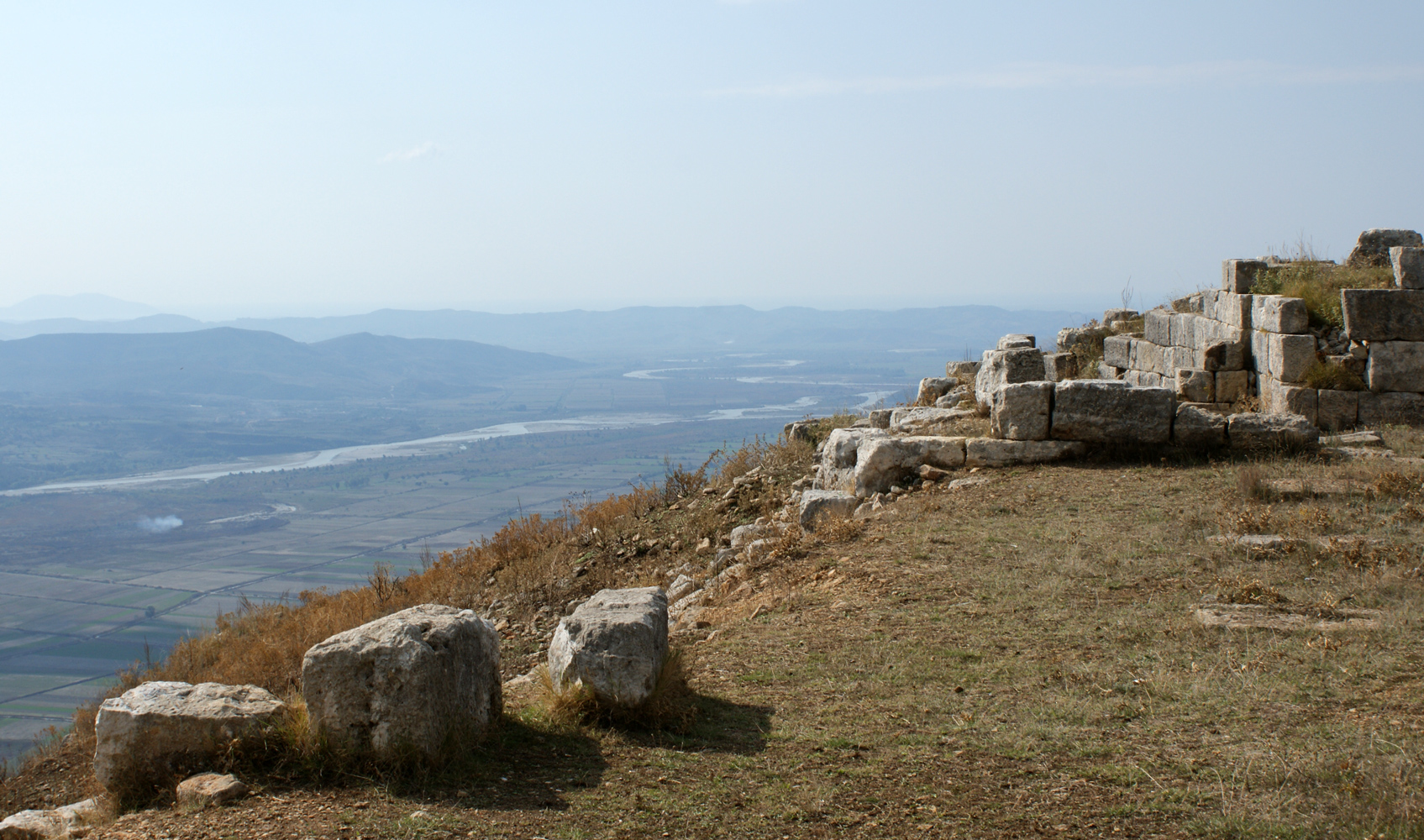
vue depuis Byllis sur le cours de la Vjosa
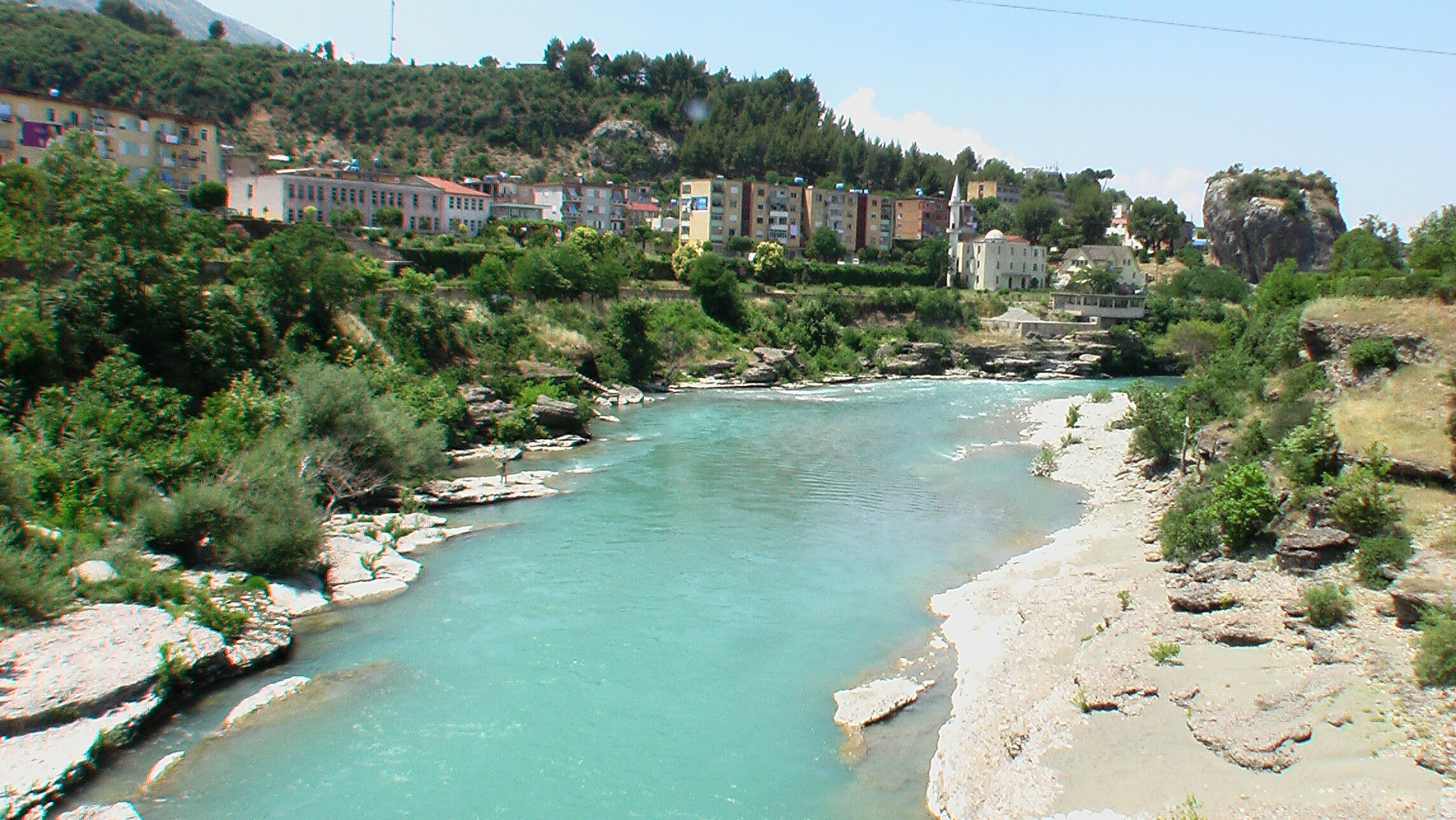
près de Përmet